# 1951 Lick
1951 Lick (1949 OA) là một tiểu hành tinh bay qua Sao Hỏa được phát hiện ngày 26 tháng 7 năm 1949 bởi C. A. Wirtanen ở Mount Hamilton.